# 埃蒂南-梅里库尔
埃蒂南-梅里库尔（法語：Étinehem-Méricourt，法語發音：[etinɑ̃ meʁikuʁ]）是法国索姆省的一个市镇，属于佩罗讷区。该市镇于2017年由原市镇埃蒂南和索姆河畔梅里库尔合并而成，行政中心位于埃蒂南。

## 地理
埃蒂南-梅里库尔（49°55'43"N, 2°41'27"E）面积18.22 平方千米，位于法国上法蘭西大區索姆省，该省份为法国北部沿海省份，北起加来海峡省和北部省，西接滨海塞纳省和大西洋英吉利海峡，南至瓦兹省，东临埃纳省。
与埃蒂南-梅里库尔接壤的市镇（或旧市镇、城区）包括：梅欧尔特、索姆河畔布赖、普鲁瓦亚尔、莫尔库尔、希皮利、莫朗库尔、莫尔库尔、拉讷维尔莱布赖。
埃蒂南-梅里库尔的时区为UTC+01:00、UTC+02:00（夏令时）。

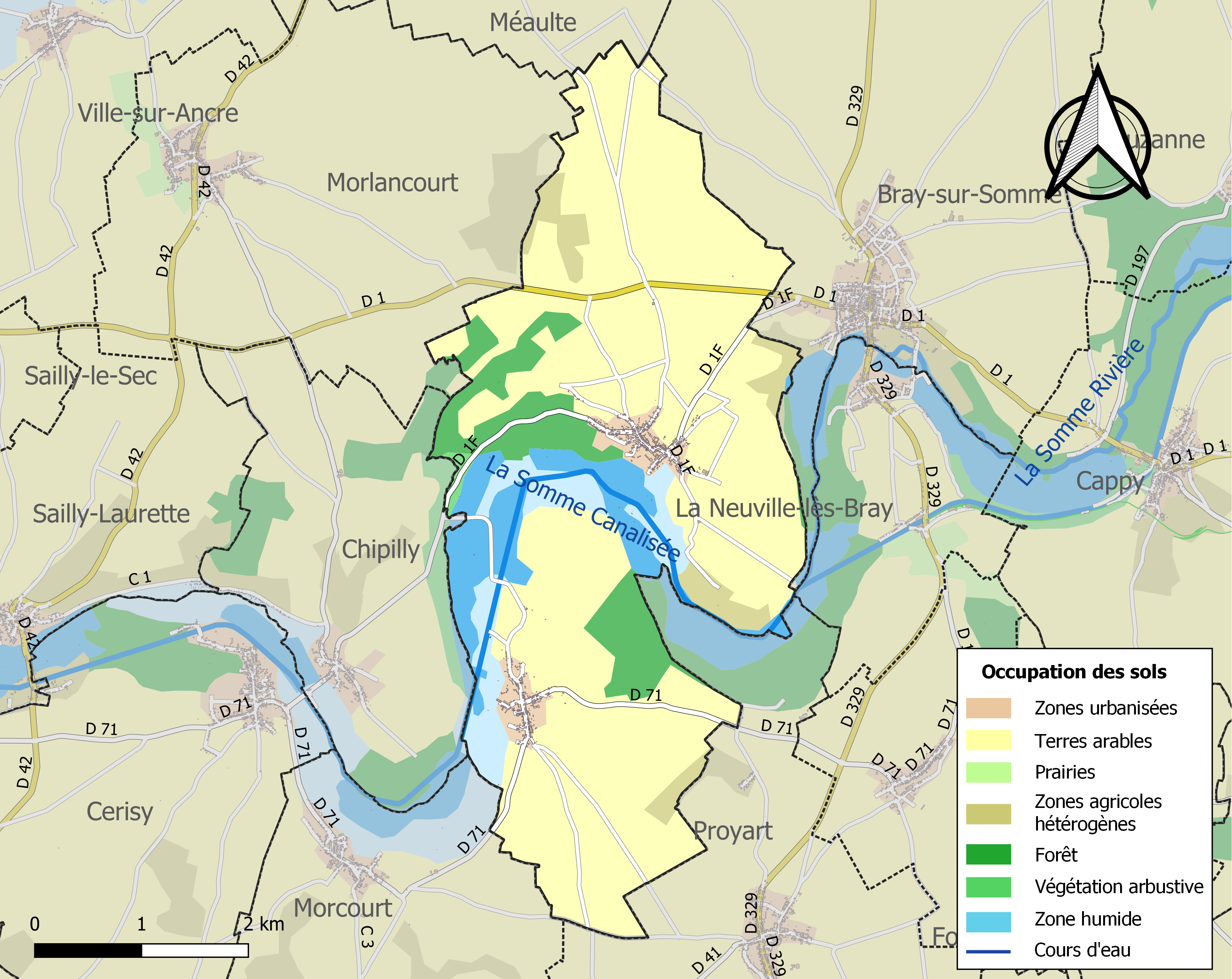
埃蒂南-梅里库尔的OSM定位图

## 行政
埃蒂南-梅里库尔的邮政编码为80340，INSEE市镇编码为80295。

## 政治
埃蒂南-梅里库尔所属的省级选区为阿尔贝县。

## 人口
埃蒂南-梅里库尔于2022年1月1日时的人口数量为596人。